# Kunpengopterus antipollicatus
Monkeydactyl
Espèce
Kunpengopterus antipollicatus, surnommé et médiatisé sous le nom de « Monkeydactyl », est une espèce fossile de reptiles volants de l'ordre des ptérosaures, dans le genre fossile Kunpengopterus dont il constitue la seconde espèce découverte, découverte en mi-2019 et décrite en avril 2021. Il a vécu pendant la période du Jurassique moyen dans la formation de Tiaojishan du Liaoning, en Chine (dans le nord-est), il y a 160 millions d’années. 
L'holotype est conservé au musée des Ptérosaures de Beipiao en Chine. Il a été décrit par une équipe internationale de chercheurs de Chine, du Brésil, du Royaume-Uni, du Danemark et du Japon dont l'étude a été publiée en deux articles dans la revue Current Biology,,. 

## Description
Kunpengopterus, ou « Monkeydactyl » par les chercheurs ayant eux-mêmes décrit l'animal, était un ptérosaure de moins d'un mètre et avait une envergure estimée à 85 cm,,. L'animal ressemblait beaucoup morphologiquement et physiquement à K. sinensis, une autre espèce du genre, ainsi qu'à des genres proches de la famille des Wukongopteridae tels que le genre type Wukongopterus lui-même ou le plus connu Darwinopterus, nommé d'après le célèbre naturaliste Charles Darwin. Ainsi, il avait une queue longue, un cou court et un museau long garni de dent, surtout vers l'extrémité, (tel l'image ci-contre) avec possiblement une crête sur le front comme ses proches relatifs. 
« Monkeydactyl » était un ptérosaure darwinoptère possédant, comme les autres genres de la famille à laquelle il est rattaché, des caractéristiques similaires aux premiers membres de l'ordre des Pterosauria, plus basaux et primitifs, tels les rhamphorhynchoïdes (qui inclut les Rhamphorhynchidae dont Rhamphorhynchus) avec une queue longue, un cou court et des poignets courts (métacarpes) mais également des membres plus évolués et dérivés comme le groupe des ptérodactyloïdes (qui inclut la plupart des ptérosaures de moyenne à grande taille tels Pterodactylus, Pterodaustro ou encore Ptéranodon) possédant une queue courte, un cou long, de longs poignets définis par une autapomorphie et enfin avec une seule ouverture (fenestra) nasoantorbitale en avant des yeux. Ce mélange de ces caractères sont les spécificités qui font que cette famille et ordre au sein de celui des Pterosauria sont remarquables. Le fossile découvert dans la formation de Tiaojishan comprend un squelette quasiment complet à l'exception d'une partie du crâne. 
Comme le reste des représentants des Monofenestrata, il ne possédait pas d'ouverture crânienne différenciée ou fenestra en face de la cavité oculaire (car fusionnée avec l'ouverture nasale), caractéristique commune propre au groupe et qui permettait d'alléger le poids du crâne. Il n'avait donc qu'une seule ouverture comme les ptérodactyloïdes.

### Découverte et présence de «pouces opposables»
Cependant, « Monkeydactyl » est surtout connu pour une particularité qu'il est lui-même le seul à posséder au sein de sa famille et de l'ordre entier des Ptérosaures, celle d'avoir des pouces opposables. Le nom d'espèce « antipollicatus » signifie justement « pouce opposable » en grec ancien (anti qui signifie « opposé » et pollex qui signifie « pouce ») chose qui n'est d'ailleurs pas retrouvée chez l'autre espèce du même genre K. sinensis, décrite en 2010 par Wang Xiaolin et al.. Caractéristique unique dans ce cas précis chez les ptérosaures et rarissime chez les reptiles, elle indique un mode de vie clairement arboricole (confirmé définitivement après des tests en comparaison d'autres espèces de ptérosaures sur un ensemble de caractères anatomiques liés à l’adaptation sur ce mode vie) et a été découverte à la suite d'une analyse de son fossile par tomographie microcalculée (micro-CT), une technique de balayage s’appuyant sur les rayons X pour imager un objet. Suggérant une partition de niche parmi ces ptérosaures, il fournit ainsi la première preuve quantitative qu’au moins certains membres de la famille des Darwinoptera et Wukongopteridae étaient arboricoles,. 
En effet, une telle caractéristique pour un animal permet de nombreux bénéfices, car cela permet de bien tenir, d'agripper et d'avoir une meilleure accroche aux branches, aux troncs ou tout autre milieu en hauteur, de même que pouvoir en supplément la capacité de prendre et manipuler des objets, de la nourriture ou attraper des proies (même si ce n'est encore que spéculatif pour le Monkeydactyl),,. Non seulement « Monkeydactyl » vivait dans les arbres, mais plus encore que tous ses proches ou tous autres ptérosaures (qui devaient au moins utiliser les arbres comme plateforme pour s'y reposer), témoignant d'une spécialisation (ici appelée plus précisément en biologie une spéciation) de l'animal à un milieu précis et lui conférant une niche écologique unique lui permettant de ne pas trop entrer en concurrence avec les autres espèces de ptérosaures vivant et cohabitant à ses côtés. Ce que précise et indique Xuanyu Zhou (d), de l’Université chinoise des géosciences, et l'un des chercheurs de l'étude sur l'animal : « La paléoforêt de Tiaojishan abrite de nombreux organismes, y compris trois genres de ptérosaures darwinoptères. Nos résultats montrent que K. antipollicatus a occupé une niche différente de celle de Darwinopterus et de Wukongopterus, ce qui a probablement minimisé la concurrence entre ces ptérosaures », car cette découverte met aussi en lumière l'organisation de la zone de découverte de l'animal qui était un habitat forestier complexe dans lequel des espèces apparentées étroitement se répartissaient dans différentes niches écologiques et évitaient ainsi de fait la concurrence entre elles.
Il est donc aujourd'hui considéré comme le premier et plus ancien animal, aux connaissances actuelles, à avoir développé des pouces opposables véritables dans l'histoire de la terre,. Caractéristique qui fut toujours mentionnée comme étant réservée aux primates (lémuriens, petits et grands singes de l'ancien et nouveau monde et l'Homme), alors que d'autres rares animaux possèdent également cette caractéristique comme les opossums d'Amérique (aux pattes arrière, comme l'Opossum de Virginie), le Grand panda, le Koala, certaines grenouilles arboricoles ou même les Caméléons et démontre que ces derniers ont tous suivi une évolution convergente. Dans tous les cas, la découverte de « Monkeydactyl » constitue l'une des découvertes historiques, significatives et majeures de 2021 les plus importantes en paléontologie.